# N-Methylanilin
N-Methylanilin ist eine chemische Verbindung aus der Gruppe der sekundären Amine und isomer zu den Toluidinen. Sie liegt in Form einer farblosen bis gelblichen Flüssigkeit mit anilinähnlichem Geruch vor, die sich an der Luft dunkel färbt.

## Gewinnung und Darstellung
N-Methylanilin kann durch Reaktion von Anilin und Methanol unter Druck bei 230 °C und Zusatz eines sauren Katalysators wie Schwefelsäure oder Chlorwasserstoff hergestellt werden:
{\displaystyle \mathrm {C_{6}H_{5}{-}NH_{2}+CH_{3}OH\ {\xrightarrow[{230^{\circ }C,\ Druck}]{H_{2}SO_{4}\,/\,HCl}}} } {\displaystyle \mathrm {C_{6}H_{5}{-}NH{-}CH_{3}+H_{2}O} }
Anilin und Methanol reagieren mit Schwefelsäure oder Chlorwasserstoff als Katalysator zu N-Methylanilin und Wasser.
Eine neuere Methode ist die Umsetzung von Anilin und Formaldehyd mit anschließender Hydrierung des Zwischenprodukts N-Methylidenanilin. Besonders leicht verlaufen beide Reaktionen am Zeolith Y-Katalysator. NMR-spektroskopische Untersuchungen zeigten dabei, dass beim Einsatz von Zeolith das Methanol zunächst zu Formaldehyd oxidiert wird.
{\displaystyle \mathrm {C_{6}H_{5}{-}NH_{2}+CH_{2}O\ {\xrightarrow {Zeolith-Kat.}}\ \ C_{6}H_{5}{-}N{=}CH_{2}+H_{2}O} }
Anilin und Formaldehyd reagieren am Zeolith-Katalysator zu N-Methylidenanilin und Wasser.
{\displaystyle \mathrm {C_{6}H_{5}{-}N{=}CH_{2}+H_{2}\ {\xrightarrow {Zeolith-Kat.}}\ \ C_{6}H_{5}{-}NH{-}CH_{3}} }
N-Methylidenanilin wird am Zeolith-Katalysator zu N-Methylanilin hydriert.

## Eigenschaften
Die Basizität von N-Methylanilin ist aufgrund der zusätzlichen Methylgruppe höher als die von Anilin, aber niedriger als die der meisten aliphatischen Amine.

## Verwendung
N-Methylanilin wird als Zwischenprodukt bei der Herstellung von Farbstoffen und anderen chemischen Verbindungen und als Additiv für Kraftstoffe (als Antiklopfmittel) verwendet.
Aufgrund seines Brechungsindexes kann es mit Hilfe der Immersionsmethode bei der Bestimmung von Smaragden verwendet werden.

## Sicherheitshinweise/Risikobewertung
Die Dämpfe von N-Methylanilin können mit Luft ein explosionsfähiges Gemisch (Flammpunkt 78 °C, Zündtemperatur 500 °C) bilden. N-Methylanilin lädt sich durch Bewegung in der Flüssigkeit elektrostatisch auf. Bei Kontakt mit nitrosierenden Verbindungen kann es zur Bildung von kanzerogenem N-Nitroso-N-methylanilin kommen.
N-Methylanilin wurde 2019 von der EU gemäß der Verordnung (EG) Nr. 1907/2006 (REACH) im Rahmen der Stoffbewertung in den fortlaufenden Aktionsplan der Gemeinschaft (CoRAP) aufgenommen. Hierbei werden die Auswirkungen des Stoffs auf die menschliche Gesundheit bzw. die Umwelt neu bewertet und ggf. Folgemaßnahmen eingeleitet. Ursächlich für die Aufnahme von N-Methylanilin waren die Besorgnisse bezüglich kumulative Exposition, Exposition von Arbeitnehmern, hohes Risikoverhältnis (Risk Characterisation Ratio, RCR) und weit verbreiteter Verwendung sowie der möglichen Gefahren durch krebsauslösende und mutagene Eigenschaften. Die Neubewertung läuft seit 2023 und wird von Polen durchgeführt.